# Émile Raimbault
Émile Raimbault, né le 21 octobre 1923 en Anjou et mort le 21 août 1998 à Saumur, est un médecin et psychanalyste français.

## Parcours et œuvre
Après des études de psychologie, il entreprend une analyse avec Jacques Lacan et, sur le conseil de celui-ci, commence des études de médecine. Il suit Lacan à la Société française de psychanalyse lors de la scission de 1953. Michael Balint, qu'il rencontre dans ce cadre, l'invite ainsi que son épouse Ginette Raimbault, à participer à son séminaire destiné aux médecins à la Tavistock Clinic de Londres[réf. nécessaire] intitulé Training cum research. Émile Raimbault, Ginette Raimbault et Jacques Gendrot organisent à Paris le premier Groupe Balint mixte, qui réunit médecins, internes, kinésithérapeutes, un odontologiste et des psychanalystes en formation) connu sous le nom de leur rue, « Groupe Marignan ».
Émile Raimbault a aussi exercé dans le service du professeur Raoul Kourilsky à l'hôpital Saint-Antoine, qui avait introduit un type de consultation réunissant un psychanalyste et un médecin organiciste,. Dans ce service, Émile Raimbault crée le premier groupe Balint. À la suite de cette expérience, il dirige le service de psycho-oncologie de l'institut Gustave Roussy.
Il a coédité les actes du premier congrès des « leaders » de groupes Balint, qui s'est tenu à la faculté de médecine de Paris et au Trianon à Versailles en 1964. Il a publié un livre sur la mort, intitulé La Délivrance (1976).

### Publications
- Le Délivrance, Mercure de France, coll. « En direct », 1976.
- (dir.) La Formation psychologique des médecins : 2e Conférence internationale, Paris, 19-22 mars 1964, avec Raoul Kourilsky et Jacques-Alfred Gendrot, Compiègne, Éd. Maloine, 1964.